# Tromba (cognome)
Tromba è un cognome di lingua italiana.

## Varianti
Trombadori, Trombatore, Trombatori, Trombella, Trombelli, Trombetta, Trombetti, Trombi, Trombin, Trombini, Trombino, Tromboncino, Trombone, Tromboni.

## Origine e diffusione
Cognome tipicamente panitaliano, è presente prevalentemente in Campania.
Potrebbe derivare dal mestiere di trombettista o produttore di trombe.
La variante Trombetta è siciliana; Trombetti è emiliano-romagnolo; Trombin è veneto.

## Persone
- Maurizio Trombetta (Udine, 1962-) – calciatore e allenatore di calcio italiano
- Otello Trombetta (Roma, 1915-) – calciatore italiano
- Riccardo Trombetta  (Roma, 1980) – personaggio televisivo italiano